# Bouchemaine
Bouchemaine – miejscowość i gmina we Francji, w regionie Kraj Loary, w departamencie Maine i Loara.
Według danych na rok 2010 gminę zamieszkiwało 6 175 osób, a gęstość zaludnienia wynosiła 312 osób/km².